# Клюзнер, Борис Лазаревич
Борис Лазаревич Клюзнер (2 июня 1909, Астрахань — 21 мая 1975, п. Комарово, под Ленинградом) — советский композитор, ученик М. Гнесина и Д. Шостаковича, автор 4 симфоний, 4 концертов, камерной инструментальной и вокальной музыки, музыки к кинофильмам.

## Биография
Родился 2 июня 1909 года в Астрахани в семье оперного певца и музыкального педагога Лазаря Иосифовича Клюзнера (1872—1918) и художницы Любови Яковлевны Клюзнер (урождённой Гордель, 1877—1942?). Отец Бориса Клюзнера, окончивший с отличием Санкт-Петербургскую консерваторию в 1900 году (класс вокала А. Котоньи и С. Габеля), выступал под псевдонимом Лавровский в С-Петербургском Императорском Мариинском театре, а также в оперных театрах Минска, Витебска и Тифлиса. После отказа принять православие был вынужден уйти из театра, покинуть С-Петербург и переехать с семьей в Астрахань, где с 1904 года он преподавал вокал в музыкальном училище. Погиб в 1918 году в Астрахани от случайной пули во время революционных беспорядков. Мать была художником, работала на Ломоносовском фарфоровом заводе. Умерла в блокадном Ленинграде. Старший брат Б. Клюзнера погиб в Гражданскую войну. Средний брат погиб в Народном ополчении под Ленинградом в начале Великой Отечественной войны.
После гибели отца в 1918 году Клюзнеры вернулись в Петроград, на родину матери композитора. Здесь Борис Клюзнер окончил среднюю школу и с 1925 по 1927 год учился в музыкальной школе для взрослых им. Римского-Корсакова по классу фортепиано. С 1931 по 1934 год проходил срочную службу в армии в кавалерийском полку под Ленинградом. После демобилизации два года учился в строительном институте на архитектора.
С 1936 по 1941 год учился в Ленинградской консерватории. Его педагогом по композиции был М. Ф. Гнесин. На последнем курсе он учился у Дмитрия Шостаковича, с которым впоследствии дружил. В 1937 году, ещё студентом 2 курса консерватории, был принят в Союз композиторов СССР.
С 1941 по 1945 год находился в действующей армии, закончил войну в Вене в воинском звании старшего лейтенанта. Осенью 1945 года был демобилизован по ходатайству Союза композиторов СССР, подписанному Д. Шостаковичем, И. Дунаевским и М. Гнесиным. Преподавал композицию в Музыкальном училище при Ленинградской консерватории, руководил хоровыми самодеятельными коллективами.
Согласно воспоминаниям дружившего с Клюзнером Владимира Британишского, «после войны ему чуть было не дали Сталинскую премию за его Трио, но тут грянуло постановление о музыке (1948 г), вместо премии его сняли с должности заместителя председателя ленинградского Союза композиторов и обрекли на долгую опалу».
С 1955 по 1961 год был членом правления Союза композиторов СССР (Ленинградское отделение). Г. Орлов писал: «Та эмоциональная напряженность, которая присутствует в его музыке, также характерна для Клюзнера в его публичных выступлениях. Будучи противником лжи, рутины и косности, он боролся за благородные добродетели своей профессии.» В 1961 году, после конфликта с руководством, он вышел из состава Союза композиторов СССР. В 1965 году при содействии Д. Шостаковича Клюзнер переехал в Москву и был принят в Московский союз композиторов, где на протяжении нескольких лет возглавлял приемную комиссию. Кроме того, в эти годы он был одним из руководителей семинара для молодых композиторов. Г. Орлов писал: «Обладая остроумием и глубоким пониманием, он был тактичным и интеллигентным руководителем семинара для молодых композиторов, проводимого Союзом композиторов СССР в подмосковном Иваново. ..»
В Комарово (под Ленинградом, ныне С-Петербургом) на улице Сосновой стоит старый деревянный дом с высокой крышей, который композитор построил сам по собственному проекту. В годы его строительства (1956—1965) невозможно было видеть Клюзнера без топора в руках, «композитор-плотник» — так он в шутку величал себя. После переезда в Москву он каждое лето (с 15 мая по 15 сентября) жил в Комарово, приезжал, брал топор в руки и оживал. Дом был его творением в области строительного искусства, и в те годы ему не было равных в Комарово, он стал местной достопримечательностью.
Умер Борис Клюзнер 21 мая 1975 года в Комарово от третьего инфаркта. Похоронен на кладбище в Комарово.
Музыку Бориса Клюзнера исполняли дирижёры Евгений Мравинский, Игорь Миклашевский, Курт Зандерлинг, Арвид Янсонс.
К его произведениям обращались выдающиеся музыканты — исполнители Моисей Хальфин, Михаил Вайман, Борис Гутников, Татьяна Николаева, Гидон Кремер.
Борису Клюзнеру посвятили свои сочинения Александр Вустин («Памяти Бориса Клюзнера» для баритона, скрипки, альта, виолончели и контрабаса, 1977), Сергей Слонимский (Ф-п. трио «Памяти Бориса Клюзнера», 2000).

## Адреса в Ленинграде
- Пос. Комарово, ул. Сосновая, д. 1[3]

## Характеристика творчества
С. Губайдулина: "… он был композитором самого высокого класса, самой большой смелости и бескомпромиссности… ".
Б. Тищенко: "… Я уверен, что настоящее творчество, такое, каковым является творчество Клюзнера, оно не исчезает. Позабыли — вспомнят! Он такой современный. Он опередил свое время просто. Я уверен, что судьба его творчества очень светлая… ".
В. Баснер: "… Когда мы с ним уже познакомились, он (Клюзнер) играл мне свои сочинения, и довоенные, то, что он писал ещё, будучи студентом, и последние сочинения, и я понял, что я познакомился с выдающимся композитором, композитором исключительной индивидуальности, непохожим ни на кого, который шел своим путем… ".
Л. Раабен: "… По природе своего дарования Клюзнер романтик. Порывистая и нервная романтика характеризует строй его музыки. Клюзнера влекут к себе темы, развивающиеся экстатически; бурно раскрывающие перипетии большой душевной драмы. Его музыка патетична, сурова, достигая предела драматической напряженности…
…[в ней] многое в стилевом отношении напоминает Баха и Генделя. Клюзнер широко использует средства доклассического искусства, но только именно с позиций романтика, а не классициста. Нормативность классицистского мышления ему чужда, а баховско-генделевские приемы служат средством экспрессивного самовыражения и явно близки ему возможностями патетической импровизационной декламации. Вот почему его стиль с известным основанием можно назвать стилем современного «романтического неоклассицизма…».
С. Слонимский: "… Подобно своему учителю М. Гнесину, Клюзнер впитал и своеобразно преломил в остро экспрессивной мелодике и нервной ритмике некоторые свойства еврейской национальной культуры. Это проявилось у него иначе, чем, например, в мелодике В. Флейшмана или М. Вайнберга, связанной с конкретными пластами польско-еврейского фольклора. Музыка всех этих талантливых композиторов прочно опирается и на традиции русского симфонизма, европейской классики. Клюзнеру, в частности, близки поздние романтики — Брамс, Малер. Вместе с тем, у него немало отнюдь не «брамсианских» или «малерианских» нетерцовых гармоний, полиладовых наслоений и сдвигов, по-современному резких звучаний, созвучий-акцентов, любопытных находок в сфере мелоса и колорита, тембра, формообразующих средств… ".
Г. Орлов: «…Первые произведения Клюзнера выделяют его как лирического композитора, но он склонялся к выражению психологически обостренных, эмоциональных контрастов. Соответственно, его интересы были сосредоточены на вокальной, камерной и концертной музыке с пафосом, декламационным стилем и спонтанностью развития, что свидетельствует о следах Малеровского влияния. Со временем это влияние проявилось и в переходе к масштабным драматически сложным произведениям для голоса и оркестра; такие произведения занимали его вплоть до сочинения Четвёртой симфонии (1972), в которой проявились черты ораториального стиля. Эта тенденция, переходящая от камерного стиля к оркестровому, проявляется в его адаптации виолончельной сонаты № 2 (1945) к двойному скрипичному концерту (1969), а также в двух песенных циклах — поэмах Багрицкого (1935-6) и английских песнях (1952-53), которые вновь возникли в виде четырёхчастной поэмы „Времена года“ (1968). Наиболее важные произведения Клюзнера, начиная со Скрипичного концерта (1950), имеют преобладающую серьёзность тона, которая достигается за счет выразительного использования разнообразных средств. У него есть склонность к ясной полифонии, хотя нет прямого подражания установленным формам или более ранней музыке; его полифонический стиль часто мелодически текуч и экономичен, а также сдержан и глубок в выражении. Эти особенности особенно характерны для его произведений для сольных инструментов, таких как Скрипичный концерт и скрипичная соната (1962), в то время как полифония преобладает в более концентрированных, медитативных эпизодах других произведений. Быстрые и уверенные движения часто связаны с резким, диссонирующим Хиндемитским контрапунктом, как в фортепианной Сонате № 2 (1966). В кульминационных пассажах его оркестровых произведений полифония временами рождает сильные идеи, подчеркнутые эволюцией ударных партий; в Третьей симфонии (1966) это было достигнуто дополнительной группой электронных инструментов. Наряду с этим в произведениях, где вокальная музыка играет важную роль, встречаются широкие мелодии с характерным русским характером и четким и выразительным поэтическим метром. Хотя музыка Клюзнера в основном тональная, он использовал 12-тональные идеи, в основном как тематический материал, а также слои свободной структуры.…».

## Сочинения
Симфонии:
- Первая симфония;
- Вторая симфония (посвящена Евгению Мравинскому);
- Третья симфония (стихи Г. Ясуеси, перев. В. Сикорский), женский хор, детский хор, оркестр, электронные инструменты;
- Четвёртая симфония (Э. Багрицкий, Н. Заболоцкий, В. Маяковский), бас, хор, оркестр.

Концерты:
- Концерт для ф-но и оркестра;
- Скрипичный концерт (первый исполнитель Михаил Вайман);
- Двойной скрипичный концерт (первые исполнители Михаил Вайман и Борис Гутников);
- Концертино для кларнета и оркестра.

Оркестровая музыка:
- Три увертюры.

Вокально-оркестровая музыка:
- «Времена года» (Э. Багрицкий, П. Б. Шелли), сопрано, баритон, оркестр, (оркестровая версия вокальных циклов);
- Поэма о Ленине (С. Давыдов), баритон, хор, оркестр;
- Монолог «Разговор с товарищем Лениным», (В. Маяковский), голос, симф. оркестр.

Камерная инструментальная музыка:
- Соната для фортепиано № 1;
- Квинтет для струнного квартета и кларнета;
- 4 Прелюдии для фортепиано;
- Соната для виолончели № 1;
- Соната для виолончели № 2;
- Трио для фортепиано, скрипки и виолончели;
- Ариэтта для скрипки и фортепиано;
- Соната для скрипки и фортепиано;
- Соната для фортепиано № 2.

Камерная вокальная музыка:
- Две поэмы на сл. Э. Багрицкого;
- Шесть романсов на сл. А. Пушкина («Не дай мне бог сойти с ума», «Мой милый друг»; «Приметы», «Осень», «Телега жизни», «Желание»);
- Три романса на сл. Н. Брауна; Романсы на сл. Р. Бернса, У. Вордсворта, Д. Китса, П. Шелли, Э. Верхарна.

## Фильмография
- 1958 — Ведьма
- 1960 — Домой
- 1965 — Авария[10]
- 1969 — Пятеро с неба[11]
- 1969 — Рассказы о Николае Черкасове[11]
- 1969 — Рядом с другом[11]

## Публикации
«Выступление на II-ом Всероссийском съезде советских композиторов», Советская культура (3 апреля 1957 г.);
«О Гнесине», Советская музыка (1968), № 6, с. 91-94.